# Dwarsbanddwergspanner
De dwarsbanddwergspanner (Eupithecia subumbrata) is een nachtvlinder uit de familie van de spanners (Geometridae). 

## Kenmerken
De voorvleugellengte bedraagt tussen de 10 en 12 mm. De vleugels kennen een tekening van wittige en grijze golvende dwarslijnen.

## Levenscyclus
De dwarsbanddwergspanner is polyfaag en gebruikt bijvoorbeeld glad walstro, sint-janskruid, bevernel, kruiskruid en guldenroede als waardplanten. De rups is te vinden van juli tot september. De soort overwintert als pop. Er is jaarlijks een generatie die vliegt van begin mei tot en met augustus.

## Voorkomen
De soort komt verspreid van Europa tot Centraal-Azië voor. De dwarsbanddwergspanner is in Nederland een zeldzame en in België een schaarse soort. In België is de soort pas na 1980 voor het eerst waargenomen, maar is hij inmiddels wijdverspreid.